# Barbara Kux
 (juin 2014).
Barbara Kux est une femme d'affaires suisse née le 26 février 1954 à Zurich. Elle est ou a été membre du conseil de surveillance de Total et Henkel entre autres.

## Études
Barbara Kux est diplômée d’une maîtrise en administration des affaires (MBA) avec mention de l’INSEAD de Fontainebleau ainsi que de l'école hôtelière de Lausanne (Suisse).

## Carrière
Barbara Kux commence sa carrière comme consultante en management à McKinsey & Company en 1984 où elle est chargée des missions stratégiques et internationales. Après avoir été responsable du développement des marchés émergents chez ABB puis chez Nestlé, Barbara Kux devient, en 2003, membre du comité de direction du groupe Philips avec la responsabilité de la chaîne d’approvisionnement. À partir de 2005, le groupe lui confie également responsabilité du développement durable. 
Elle devient la première femme de l'histoire de Siemens à être nommée membre du directoire en 2008. Elle est également responsable du développement durable du groupe dont le portefeuille environnemental regroupe des solutions pour tous les domaines de la production, du transport et de la consommation d’énergie. Elle introduit un programme de transformation qui résulte dans une augmentation de la productivité des achats de 60 % en moyenne par an. Elle accroît dans le même temps le chiffre d’affaires des technologies environnementales de 19 à 33 milliards d’euros entre 2009 et 2013. 
Depuis fin 2013, après l’expiration de son mandat chez Siemens, elle se concentre sur ses mandats dans les conseils d’administration de Total, Henkel, Firmenich et Umicore.

## Nominations
Barbara Kux a été sélectionnée par Fortune Magazine parmi les femmes d’affaires les plus influentes du monde. Elle fait partie du cercle Global Leaders of Tomorrow du Forum économique mondial de Davos et est membre du Advisory Board de l’INSEAD.

## Vie privée
Barbara Kux est mariée et n'a pas d'enfants.